# Louis Tronchin
Louis Tronchin (né à Genève le 4 décembre 1629 ; mort le 8 septembre 1705) est un théologien calviniste genevois et le fils de Théodore Tronchin (théologien).

## Biographie
Il étudie à l'Académie protestante de Saumur sous Moïse Amyraut, dont « l'universalisme hypothétique » a été vivement contesté par Tronchin l'aîné. Il devient pasteur de la congrégation de Lyon en 1656 ; et professeur de théologie à l'Académie de Genève en 1661, poste dans lequel il représente le courant libéral et prône la tolérance. En 1669, il demande l'abolition du serment imposé à tous les candidats [en théologie], de ne tenter aucune innovation dans la doctrine calviniste.

## Travaux
- Disputatio de providentia Dei (Genève, 1670)
- De auctoritate Scripturæ Sacræ (1677)